# Наш путь (газета, Москва)
Наш путь — легальная ежедневная большевистская газета, выпускавшаяся в Москве.

## Историческое расположение
Редакция газеты находилось в помещении по адресу: Косой переулок, дом 8, о чём свидетельствует мемориальная табличка на стене здания.

## История
25 августа (7 сентября) 1913 года опубликован первый выпуск газеты. Газета создана по предложению Владимира Ленина, организатором и главой стал Н. Н. Яковлев, главный редактор — Ф. А. Соколов, издатель — И. Д. Барщевский. С газетой работали: Б. Авилов, А. Бадаев, М. Горький, М. Муранов, Г. Петровский, Ф. Самойлов, И. Сталин, Н. Шагов, М. С. Ольминский, И. И. Скворцов-Степанов, В. В. Оболенский, Н. М. Лукин, В. Н. Максимовский, Демьян Бедный — , напечатано 10 статей Ленина, которые издавались также и в газете «Правда», одну из них, «Язык цифр», он написал для газеты. У газеты были отделы: «Рабочее движение», «В мире труда», «В обществах и союзах», «Стачки», «Хроника», «За рубежом». Издано 17-20 тысяч экземпляров. Всего создано 16 номеров, из которых 12 изъято. 12 (25) сентября 1913 года газета закрыта царским правительством. После закрытия Московская партийная организация воззвала рабочих к протесту, на забастовке, проходившей с 23 сентября по 25 сентября собралось 90 тысяч. После этого полиция опустошило здание редакции и арестовало её сотрудников, а главреда Соколова заключили в крепость на 1 год и 3 месяца.